# Tianyoude Cup 2013
Il Tianyoude Cup 2013 è stato un torneo di tennis facente parte della categoria ITF Women's Circuit nell'ambito dell'ITF Women's Circuit 2013. Il torneo si è giocato a Huzhu in Cina dal 24 al 30 giugno 2013 su campi in terra rossa e aveva un montepremi di $25,000.

## Vincitrici

### Singolare
Barbara Bonić ha battuto in finale  Chan Chin-wei con il punteggio di 6–2, 6–4

### Doppio
Chan Chin-wei /  Sun Shengnan hanno battuto in finale  Liu Chang /  Zhou Yimiao con il punteggio di 6–4, 6–3